# سان ماثيو دي تريفيرز
سان ماثيو دي تريفي بلدية في إيرو في منطقة أوسيتاني جنوب فرنسا.